# Dera Ghazi Khan
Dera Ghazi Khan (in urdu ڈيره غازي خان) è una città del Pakistan, situata nella provincia del Punjab.